# Windows Cairo
Cairo — кодовое название проекта операционной системы от корпорации Microsoft, разрабатывавшейся с 1991 по 1996 год. Одна из первых попыток корпорации Microsoft создать операционную систему нового поколения. Cairo никогда не продавалась, хотя часть её технологий появилась и использовалась в других продуктах.

## Обзор
Cairo впервые была анонсирована на Professional Developers Conference в 1991 году Джимом Альчином. Она была публично показана (включая демонстрационную систему для всех посетителей) в 1993 году на Cairo/Win95 PDC. Microsoft изменила назначение Cairo несколько раз, иногда называя это полноценной ОС, а иногда именуя это как собрание новых технологий. При разработке Cairo была собрана крупнейшая группа разработчиков за всю историю Microsoft.

## Возможности
Особенности Cairo, ставшие частью других продуктов Microsoft:
- Пользовательский интерфейс Windows 95 основан на начальном проекте интерфейса, сделанного в Cairo (так называемый «классический стиль»).
- DCE/RPC RPC — встроено в Windows NT 3.1
- X.500 — стал частью технологии Microsoft Active Directory в Windows 2000
- X.400 — стал частью Microsoft Exchange Server.
- Content Indexing — стал частью IIS (Internet Information Services), поисковика Windows Search.

Файловая система, основанная на технологии составных документов OLE, осталась не реализованной ни в одной операционной системе.
Остальные компоненты объектной файловой системы получили название WinFS и планировались к включению в Windows Vista (присутствовали в Windows Longhorn), но оказались не готовы к сроку выхода.